# Gorka Azkorra Trueba
Gorka Azkorra Trueba (Bilbao, 25 de gener de 1983) és un exfutbolista basc, que ocupava la posició de davanter, i actualment fa d'entrenador de futbol. Va ser internacional amb la selecció espanyola sub-19.
Sorgeix del planter de l'Athletic Club. Tot i que va destacar als filials, no es consolidà amb el primer equip, amb el qual tan sols disputà cinc partits de la lliga 04/05. Al mercat d'hivern del 2005 passa al Recreativo de Huelva. Li seguirien el CD Numancia, l'Albacete Balompié i la UD Salamanca, tots ells de Segona Divisió, sense que acabara sent titular en cap d'ells.